# Sotigelkottsspinnare

Sotigelkottsspinnare, Phragmatobia luctifera är en fjärilsart som först beskrevs av Michael Denis och Ignaz Schiffermüller, 1775. Enligt Catalogue of Life är det vetenskapliga namnet istället Spilosoma caesarea beskriven med det namnet av Johann August Ephraim Goeze, 1781. Enligt Dyntaxa ingår Sotigelkottsspinnare i släktet Phragmatobia men enligt Catalogue of Life är tillhörigheten istället släktet Spilosoma. Enligt båda källorna tillhör arten familjen björnspinnare, Arctiidae. Arten är ännu inte påträffad i Sverige. Inga underarter finns listade i Catalogue of Life.

## Bildgalleri

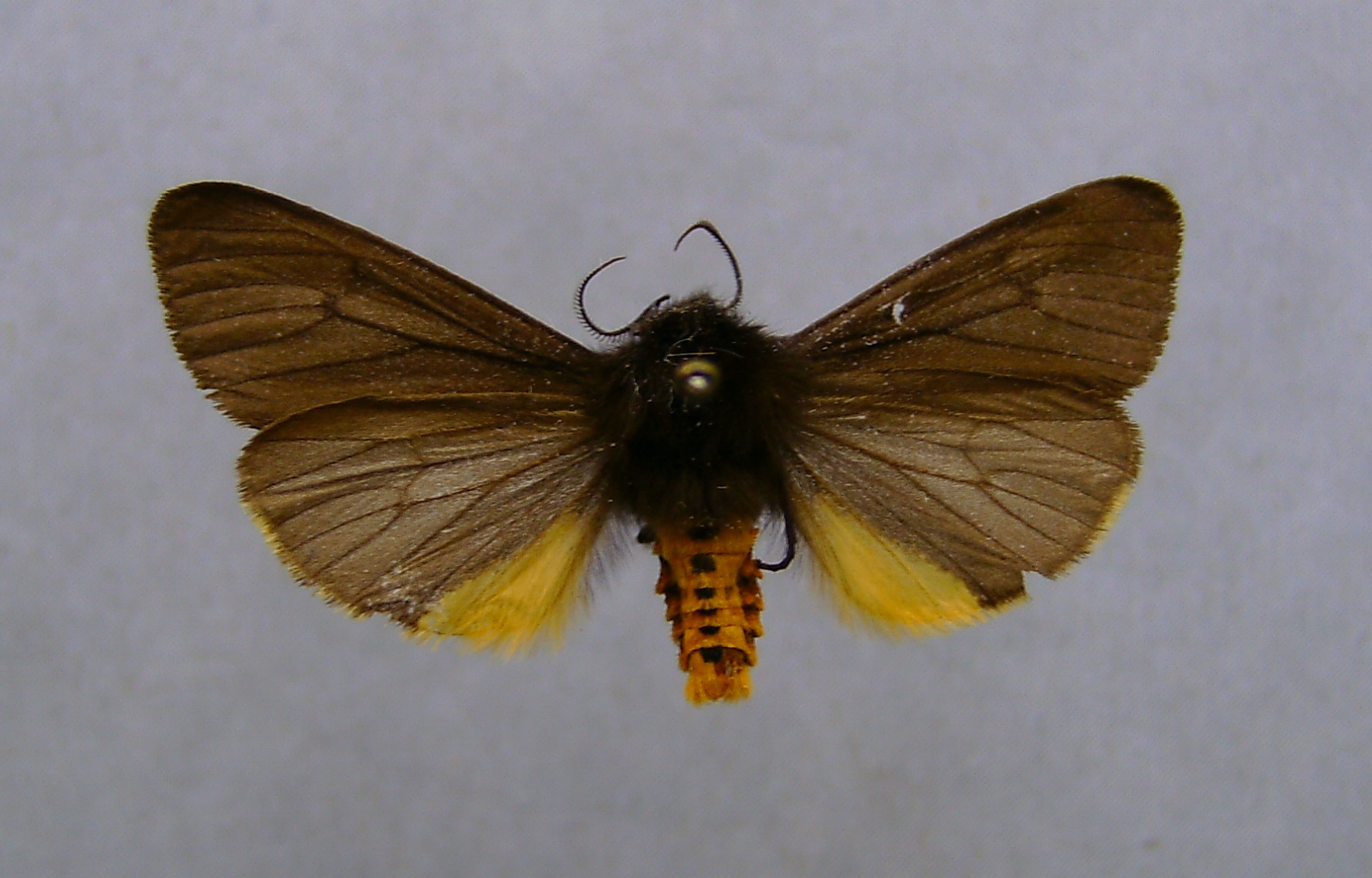
Preparerad (uppnålad) imago fjäril